# AARS2
A enzima Alanina-tRNA sintetase mitocondrial, também conhecida como alanina-tRNA ligase (AlaRS) ou alanina-tRNA sintetase 2 (AARS2), é uma enzima que em humanos é codificada pelo gene AARS2.